# Iglesia de San Pedro (Catadiano)
La iglesia de San Pedro es un edificio situado en la localidad española de Catadiano, en la provincia de Álava.

## Descripción
El edificio se encuentra en la localidad española de Catadiano, del municipio de Cuartango, perteneciente a la provincia de Álava, en la comunidad autónoma del País Vasco. Se menciona como iglesia parroquial del lugar en el sexto volumen del Diccionario geográfico-estadístico-histórico de España y sus posesiones de Ultramar de Pascual Madoz, donde aparece descrita con las siguientes palabras: «una parr. (San Pedro), servida por un cura de nombramiento del diocesano». En el tomo de la Geografía general del País Vasco-Navarro dedicado a Álava y escrito por Vicente Vera y López, se dice lo siguiente: «Su templo, dedicado á San Pedro, depende de la parroquia de Anda».